# Trustco Bank Namibia
Pour les articles homonymes, voir Fides.
Trustco Bank Namibia Limited, anciennement FIDES Bank Namibia, est une banque commerciale namibienne détenue par Trustco Group Holdings. Sa principale activité commerciale est la fourniture de services de microfinance.

## Présentation générale
FIDES Bank Namibia a reçu sa licence provisoire le 4 août 2009, et sa licence permanente le 1er février 2010,.
Le siège social de l'institution est situé à Ongwediva dans la région Oshana (Nord de la Namibie). C'est une des cinq banques commerciales ayant reçu une licence bancaire pour opérer dans le pays par le régulateur national, la banque centrale Bank of Namibia, et la première banque de microfinance créée dans le pays depuis son indépendance.

### Histoire
La banque a été fondée sur les bases d'un projet pilote appelé Koshi Yomuti ELO,. Ce projet a développé des activités de microfinance de 2002 à 2010,,, ciblant spécifiquement des populations rurales cherchant à développer des activités génératrices de revenu.
Ce projet a initialement débuté en région Ohangwena puis s'est progressivement développé vers Ondangwa en 2005, Oshakati en 2006 et Outapi en 2007.
Lors de la création de la banque, le portefeuille de crédit a été transféré à la nouvelle institution, qui a ensuite également développé un portefeuille de crédit affecté au financement des PME.

### Activité
FIDES Bank Namibia est présente sur deux segments bancaires :
- Financement d'activités génératrices de revenu (microfinance) : cette activité a pour but de proposer des services d'épargne et de crédit à une clientèle majoritairement située dans les zones rurales du pays[16]. Le développement de cette activité est basé sur une méthodologie de groupe [17] impliquant des populations presque totalement exclues du système bancaire traditionnel namibien[18].
- Financement des petites et moyennes entreprises : cette activité cible des entreprises semi-formelles et formelles, généralement pas ou peu approchées par les banques traditionnelles[18].

Fin 2011, FIDES Bank Namibia comptait environ 11 000 clients et un peu plus de 650 groupes de microfinance,, qui empruntent en moyenne 216 euro.

### Présence géographique et réseau d'agences
| \| Ongwediva Outapi Oshikango Oshakati Ondangwa Katutura \| Présence de FIDES Bank Namibia en Namibie en 2012 |
| Ongwediva Outapi Oshikango Oshakati Ondangwa Katutura                                                         |

En octobre 2012, FIDES Bank Namibia est présente dans les 4 régions du centre-nord de la Namibie (Ohangwena, Omusati, Oshana et Oshikoto) et projette l'ouverture d'une agence supplémentaire à Katutura, dans la région Khomas. Elle dispose d'un réseau de 5 agences situées à Ondangwa, Oshakati, Oshikango, Outapi et Windhoek (Katutura). La première agences a été ouverte à Oshakati en avril 2010,.

## Actionnariat
Le capital de FIDES Bank Namibia est détenu en 2012 par cinq actionnaires :
- Swiss Microfinance Holding (30.05%)[19] ;
- La banque de développement allemande KfW (24.90%)[23] ;
- Le fonds d'investissement français Investisseurs et Partenaires pour le développement (22.45%) ;
- Le fond flamand Volksvermogen NV (12.60%)[24],[19] ; et
- Le Crédit coopératif (depuis fin de 2011 – 10,00 %).